# 細川行真
細川 行真（ほそかわ ゆきざね）は、江戸時代末期の大名、明治時代の華族。爵位は子爵。
肥後国宇土藩11代（最後）藩主、同藩初代（最後）藩知事を務めた。

## 生涯
天保13年（1842年）9月2日、9代藩主・細川行芬の五男として誕生した。文久元年（1861年）5月、兄の10代藩主立則の養子となり、文久2年（1862年）1月21日、兄が隠居したため跡を継いだ。文久3年（1863年）4月10日に従五位下、大和守に叙任し、文久4年（1864年）2月10日に豊前守に転任する。
慶応元年（1865年）、学問所である樹徳斎を創立して、学問を奨励した。慶応4年（1868年）の戊辰戦争では、高瀬藩と共に新政府に与して大原口警備を務めた。明治3年（1870年）9月4日、宇土藩は廃藩となり、行真は所領の10分の1である3000石の家禄を与えられて東京へ移住する。このとき、宇土藩領は熊本藩に吸収された。翌年、兄・立則に長男となる立興（たつおき）が生まれ、のちにこれを養子とした。明治17年（1884年）7月8日、子爵に列する。
明治35年（1902年）4月9日に死去した。享年61。

## 家族
子女は6男4女
妻
- 中川栄子 - 中川久昭の娘（正妻）
- 松平里子 - 松平斉韶の娘（継妻）

側室
- ハナヨ
- 下田シケ
- 里

子女
- 毛利高範（次男） - 毛利高謙の養子。
- 細川静尤
- 津軽行雅 - 津軽承昭の娘（庶子）の婿。
- 細川澄子 - 南部信方継室
- 小出英延正室

養子
- 細川立興 - 細川立則の長男

養子としていた甥の細川立興が跡を継ぎ、以降立暢（たつのぶ、1896年 - 1980年）、於菟輔（おとすけ、1928年 - 、菊屋孫輔の子で立暢の婿養子）と続いた。一方で行真の息子たちは他家に養子入りしているが、そのうちの1人である毛利高範の外孫にあたる近衛温子（実父は公爵内閣総理大臣近衛文麿）は、細川宗家17代当主細川護貞の妻となった。